# Torneo Clausura 2023 Tercera División (Guatemala)
El Torneo Clausura 2023 fue el torneo que dio finalización a la temporada 2022−23 de la Tercera División de Guatemala, la cuarta categoría del sistema de ligas del fútbol guatemalteco. Sus 4 equipos finalistas clasificarán a las Series de Ascenso 2023.
Nueva Santa Rosa se coronó campeón tras vencer en la final a El Mazateco AF, habiéndose ascendido ambos equipos sin necesidad de juegos por el ascenso tras haber llegado a semifinales también durante el torneo pasado. Real Siquinalá y Villa Nueva ascendieron a la Segunda División de Guatemala tras triunfar en sus duelos contra los semifinalistas de este torneo, Juventud Comiteca y Democratense, respectivamente.

## Sistema de competición
Fase de clasificación: Partidos jugados durante equipos en cada uno de los 14 grupos participantes.
Fase final: Rondas a eliminación directa que definen a los campeones de cada torneo y a los clasificados a las series de ascenso.

### Fase de clasificación
Los 93 equipos participantes jugarán una ronda clasificatoria de todos contra todos en visita recíproca. La cantidad de puntos variará en cada uno de los 14 grupos (de 4 hasta 14 partidos en un máximo de 14 fechas). Se utiliza un sistema de puntos, que se presenta así:
- Por victoria, se obtendrán 3 puntos.
- Por empate, se obtendrá 1 punto.
- Por derrota no se obtendrán puntos.

Al finalizar las jornadas, la tabla se ordenará con base en los clubes que hayan obtenido la mayoría de puntos, en caso de empates, se toman los siguientes criterios:
1. Puntos
2. Puntos obtenidos entre los equipos empatados
3. Diferencial de goles
4. Goles anotados
5. Goles anotados en condición visitante.

### Fase final
Al término de la fase de clasificación, los equipos se acomodan en una tabla porcentual de acuerdo a la cantidad de puntos que acumularon con respecto a la cantidad de puntos que estos podían acumular (esto debido a que no todos los grupos poseen la misma cantidad de equipos). Finalmente, clasifican a dieciseisavos de final:
- Los 16 mejores equipos de la zona norte con mejor porcentaje de puntos acumulados.
- Los 16 mejores equipos de la zona sur con mejor porcentaje de puntos acumulados.

## Equipos participantes

### Cambios
- San Pablo abandonó la competición por problemas financieros.[1]
- San Martín Chile Verde abandonó la competición.[2]
- Juventud Sancarlense abandonó la competición.
- Sipacate Comercio abandonó la competición.
- San Jacinto abandonó la competición.[2]
- Usumatlán abandonó la competición.
- Cahabón abandonó la competición.[3]
- Panzós abandonó la competición.
- El Milagro abandonó la competición.
- Dartmouth abandonó la competición.
- Pumas abandonó la competición.
- Linces JC ingresó como equipo invitado.[4]
- Universidad de San Carlos abandona la competición tras adquirir la ficha de Cremas B para jugar el Clausura 2023 de la Primera División. El equipo de Tercera División jugará como filial del equipo en Primera División.[5][6]

### Información
| Grupo 1                | Grupo 1                     | Grupo 2                    | Grupo 2                  |
| Equipo                 | Ciudad                      | Equipo                     | Ciudad                   |
| ---------------------- | --------------------------- | -------------------------- | ------------------------ |
| Jacaltenango FC        | Jacaltenango                | Comitán FC                 | Comitancillo             |
| Juventud Comiteca      | Comitancillo                | Comitán FC                 | Comitancillo             |
| Juventud Huehueteca    | Huehuetenango               | Esperanza FC               | La Esperanza             |
| CD Ojeteco             | San José Ojetenam           | Esperanza FC               | La Esperanza             |
| San Miguel FC          | San Miguel Acatán           | Panajachelense FC          | Panajachel               |
| Tacaná FC              | Tacaná                      | Panajachelense FC          | Panajachel               |
| CD Tejutla             | Tejutla                     | Rodas Sport Fútbol         | Quetzaltenango           |
| Uspantán               | Uspantán                    | Rodas Sport Fútbol         | Quetzaltenango           |
| Grupo 3                | Grupo 3                     | Grupo 4                    | Grupo 4                  |
| Equipo                 | Ciudad                      | Equipo                     | Ciudad                   |
| Cafetaleros FC         | El Tumbador                 | Batanecos FC               | San Sebastián            |
| CD Champerico          | Champerico                  | FCA Cuyotenango            | Cuyotenango              |
| CD Esquipulense        | Esquipulas Palo Gordo       | CF El Mazateco AF          | Mazatenango              |
| LAV San Rafael         | San Rafael Pie de la Cuesta | Juventud Mingueña          | Santo Domingo            |
| FC Ocós                | Ocós                        | Deportivo Patulul          | Patulul                  |
| San Lorenzo FC         | San Lorenzo                 | San Juan Bautista FC       | San Juan Bautista        |
| CD San Pablo SM        | San Pablo                   | CF Santa Teresa            | Nueva Concepción         |
| Grupo 5                | Grupo 5                     | Grupo 6                    | Grupo 6                  |
| Equipo                 | Ciudad                      | Equipo                     | Ciudad                   |
| FC Democratense        | La Democracia               | Batallón Canales           | Villa Canales            |
| Juventud Tiquisatense  | Tiquisate                   | Cerinal FC                 | Barberena                |
| CSD La Gomera          | La Gomera                   | Futeca                     | Ciudad de Guatemala      |
| Deportivo Palín        | Palín                       | Linces JC                  | Ciudad de Guatemala      |
| PROESFUT               | Escuintla                   | Pueblo Nuevo Viñas         | Pueblo Nuevo Viñas       |
| Real Siquinalá         | Siquinalá                   | Santa Catarina Pinula      | Santa Catarina Pinula    |
| CSD San Vicente Pacaya | San Vicente Pacaya          | Santa Rosa de Lima         | Ciudad de Guatemala      |
|                        |                             | UDA Unpro                  | Ciudad de Guatemala      |
| Grupo 7                | Grupo 7                     | Grupo 8                    | Grupo 8                  |
| Equipo                 | Ciudad                      | Equipo                     | Ciudad                   |
| AFF Petapa             | Ciudad de Guatemala         | CF Atilius                 | Ciudad de Guatemala      |
| AS Club                | San Miguel Petapa           | CSD Dueñas                 | San Miguel Dueñas        |
| FC Boca del Monte      | Villa Canales               | CSD Milpas Altas           | Santa Lucía Milpas Altas |
| Global Soccer Academy  | Ciudad de Guatemala         | CSD Mixco B                | Mixco                    |
| La Academia FC         | Ciudad de Guatemala         | CSD San Lucas Sacatepéquez | San Lucas Sacatepéquez   |
| CSD Municipal B        | Ciudad de Guatemala         | San Raymundo FC            | San Raymundo             |
| Petapeños FC           | San Miguel Petapa           | CSD Sanjuaneros            | San Juan Sacatepéquez    |
| CD Villa Nueva         | Villa Nueva                 | Universidad de San Carlos  | Ciudad de Guatemala      |
| Grupo 9                | Grupo 9                     | Grupo 10                   | Grupo 10                 |
| Equipo                 | Ciudad                      | Equipo                     | Ciudad                   |
| Achik'                 | Ciudad de Guatemala         | Atlético Mictlán B         | Asunción Mita            |
| ADC Emefut             | Ciudad de Guatemala         | IB Catarinecos SC          | Santa Catarina Mita      |
| Agua Caliente FC       | Ciudad de Guatemala         | Ixhuatán FC                | Santa María Ixhuatán     |
| Atlético Ariga         | Ciudad de Guatemala         | CSD Jalapa EF              | Jalapa                   |
| Juventud Canadiense    | Ciudad de Guatemala         | Jalpatagua FC              | Jalpatagua               |
| Palencia FC            | Palencia                    | Monjas AJF                 | Monjas                   |
| San José FC V          | Villa Nueva                 | Nueva Santa Rosa CDF       | Nueva Santa Rosa         |
| Santa Luisa FC         | Chinautla                   | Remicheros FC              | Jalapa                   |
| Grupo 11               | Grupo 11                    | Grupo 12                   | Grupo 12                 |
| Equipo                 | Ciudad                      | Equipo                     | Ciudad                   |
| Juvenil Estanzuela     | Estanzuela                  | CSD Chamelco               | San Juan Chamelco        |
| Juventud Cachacera     | Jalpatagua                  | CSD Chamelco               | San Juan Chamelco        |
| Juventud Teculuteca    | Teculután                   | CSD Playitas               | Chisec                   |
| La Unión FC            | La Unión                    | CSD Playitas               | Chisec                   |
| Rio Hondo EMFUT        | Rïo Hondo                   | CF Salamá                  | Salamá                   |
| CD San Rafael          | Estanzuela                  | CF Salamá                  | Salamá                   |
| Grupo 13               | Grupo 13                    | Grupo 14                   | Grupo 14                 |
| Equipo                 | Ciudad                      | Equipo                     | Ciudad                   |
| Buenos Aires FC        | Livingston                  | AFI Don Bosco              | San Benito               |
| FC Heredia             | Morales                     | CSD El Naranjo             | Flores                   |
| Juventud Chahalense    | Chahal                      | Halcones La Libertad       | La Libertad              |
| La Buga FC             | Livingston                  | Las Cruces FC              | Las Cruces               |
| CD Quiriguá            | Los Amates                  | Tigrillos FC Poptún        | Poptún                   |
| Unión Izabalense       | Puerto Barrios              |                            |                          |

## Fase de clasificación

### Grupo 1
| Pos. | Equipos             | PJ | PG | PE | PP | GF | GC | Dif. | PTS |
| ---- | ------------------- | -- | -- | -- | -- | -- | -- | ---- | --- |
| 1.   | Jacaltenango        | 14 | 12 | 1  | 1  | 37 | 18 | +19  | 37  |
| 2.   | Juventud Comiteca   | 14 | 10 | 2  | 2  | 55 | 11 | +44  | 32  |
| 3.   | Ojeteco             | 14 | 9  | 2  | 3  | 26 | 18 | +8   | 29  |
| 4.   | Juventud Huehueteca | 14 | 7  | 3  | 4  | 29 | 24 | +5   | 24  |
| 5.   | Uspantán            | 14 | 4  | 3  | 7  | 21 | 28 | −7   | 15  |
| 6.   | San Miguel FC       | 14 | 4  | 1  | 9  | 21 | 27 | −6   | 13  |
| 7.   | CD Tejutla          | 14 | 3  | 0  | 11 | 17 | 49 | −32  | 9   |
| 8.   | Tacaná FC           | 14 | 1  | 0  | 13 | 5  | 36 | −31  | 3   |

|     | JAC | JCM | JHU | OJE | SMA | TAC | TEJ  | USP |
| --- | --- | --- | --- | --- | --- | --- | ---- | --- |
| JAC |     | 1−0 | 2−0 | 2−0 | 4−3 | 1−0 | 3−2  | 3−1 |
| JCM | 4−1 |     | 4−2 | 4−1 | 4−1 | 3−0 | 16−0 | 6−0 |
| JHU | 1−3 | 2−2 |     | 3−1 | 3−2 | 3−0 | 4−2  | 1−1 |
| OJE | 4−4 | 1−0 | 4−2 |     | 1−0 | 2−0 | 1−0  | 4−1 |
| SMA | 0−2 | 1−1 | 1−2 | 1−2 |     | 2−1 | 2−0  | 0−3 |
| TAC | 0−3 | 0−3 | 0−3 | 0−3 | 0−3 |     | 0−3  | 2−1 |
| TEJ | 1−5 | 0−5 | 2−3 | 0−1 | 0−4 | 3−2 |      | 3−0 |
| USP | 2−3 | 1−3 | 0−0 | 1−1 | 4−1 | 3−0 | 3−1  |     |

### Grupo 2
| Pos. | Equipos            | PJ | PG | PE | PP | GF | GC | Dif. | PTS |
| ---- | ------------------ | -- | -- | -- | -- | -- | -- | ---- | --- |
| 1.   | Rodas Sport Fútbol | 8  | 6  | 1  | 1  | 16 | 6  | +10  | 19  |
| 2.   | Esperanza          | 8  | 5  | 2  | 1  | 18 | 8  | +10  | 17  |
| 3.   | Comitán            | 8  | 5  | 1  | 2  | 24 | 9  | +15  | 16  |
| 4.   | Panajachelense     | 8  | 2  | 0  | 6  | 9  | 20 | −11  | 6   |

|     | ESP | CMT | PAN | RSF |
| --- | --- | --- | --- | --- |
| ESP |     | 1−1 | 3−0 | 2−0 |
| CMT | 4−2 |     | 6−1 | 2−3 |
| PAN | 2−3 | 0−4 |     | 0−3 |
| RSF | 1−1 | 2−1 | 1−0 |     |

### Grupo 3
| Pos. | Equipos                 | PJ | PG | PE | PP | GF | GC | Dif. | PTS |
| ---- | ----------------------- | -- | -- | -- | -- | -- | -- | ---- | --- |
| 1.   | San Pablo SM            | 12 | 8  | 2  | 2  | 25 | 9  | +16  | 26  |
| 2.   | Cafetaleros El Tumbador | 12 | 7  | 1  | 4  | 19 | 8  | +11  | 22  |
| 3.   | San Lorenzo FC          | 12 | 6  | 3  | 3  | 23 | 12 | +11  | 21  |
| 4.   | Esquipulense            | 12 | 6  | 1  | 5  | 12 | 20 | −8   | 19  |
| 5.   | Ocós                    | 12 | 5  | 1  | 6  | 17 | 19 | −2   | 16  |
| 6.   | Champerico              | 12 | 5  | 1  | 6  | 14 | 18 | −4   | 16  |
| 7.   | LAV San Rafael          | 12 | 0  | 1  | 11 | 4  | 28 | −24  | 1   |

|     | CAF | CHA | ESQ | LSR | OCO | SLO | SPB |
| --- | --- | --- | --- | --- | --- | --- | --- |
| CAF |     | 1−0 | 1−0 | 2−0 | 2−0 | 2−1 | 0−1 |
| CHA | 2−1 |     | 2−0 | 2−1 | 4−1 | 2−1 | 0−1 |
| ESQ | 0−2 | 1−0 |     | 1−0 | 1−0 | 2−2 | 3−2 |
| LSR | 0−6 | 1−1 | 0−1 |     | 2−5 | 0−2 | 0−4 |
| OCO | 2−1 | 2−1 | 3−1 | 1−0 |     | 0−2 | 2−2 |
| SLO | 0−0 | 2−0 | 8−1 | 1−0 | 2−1 |     | 1−1 |
| SPB | 2−1 | 6−0 | 0−1 | 2−0 | 1−0 | 3−1 |     |

### Grupo 4
| Pos. | Equipos           | PJ | PG | PE | PP | GF | GC | Dif. | PTS |
| ---- | ----------------- | -- | -- | -- | -- | -- | -- | ---- | --- |
| 1.   | El Mazateco AF    | 13 | 12 | 1  | 0  | 41 | 5  | +36  | 37  |
| 2.   | San Juan Bautista | 13 | 8  | 3  | 2  | 39 | 9  | +30  | 27  |
| 3.   | Juventud Mingueña | 13 | 5  | 3  | 5  | 17 | 13 | +4   | 18  |
| 4.   | Patulul           | 13 | 4  | 3  | 6  | 15 | 27 | −12  | 15  |
| 5.   | Santa Teresa      | 13 | 5  | 0  | 8  | 15 | 29 | −14  | 15  |
| 6.   | FCA Cuyotenango   | 13 | 3  | 5  | 5  | 19 | 25 | −6   | 14  |
| 7.   | Batanecos         | 13 | 4  | 1  | 8  | 15 | 32 | −17  | 13  |

|     | BAT  | EMZ | CUY | JMG | PAT  | SJB | STR |
| --- | ---- | --- | --- | --- | ---- | --- | --- |
| BAT |      | 0−1 | 0−1 | 3−1 | 0−3  | 0−3 | 4−0 |
| EMZ | 2−1  |     | 2−1 | 1−0 | 11−0 | 1−0 | 8−0 |
| CUY | 2−2  | 0−3 |     | 2−2 | 1−1  | 1−0 | 1−2 |
| JMG | 3−0  | 1.2 | 1−1 |     | 3−1  | 0−2 | 0−1 |
| PAT | 0−3  | 0−3 | 1−1 | 0−1 |      | 0−3 | 1−0 |
| SJB | 13−0 | 1−1 | 9−4 | 0−0 | 0−0  |     | 3−1 |
| STR | 0−2  | 1−3 | 2−1 | 0−2 | 4−2  | 1−2 |     |

### Grupo 5
| Pos. | Equipos               | PJ | PG | PE | PP | GF | GC | Dif. | PTS |
| ---- | --------------------- | -- | -- | -- | -- | -- | -- | ---- | --- |
| 1.   | Real Siquinalá        | 13 | 12 | 0  | 1  | 48 | 7  | +41  | 36  |
| 2.   | Democratense          | 13 | 10 | 1  | 2  | 29 | 10 | +19  | 31  |
| 3.   | La Gomera             | 13 | 9  | 1  | 3  | 36 | 22 | +14  | 28  |
| 4.   | PROESFUT              | 13 | 5  | 3  | 5  | 20 | 22 | −2   | 18  |
| 5.   | Deportivo Palín       | 13 | 5  | 1  | 7  | 23 | 29 | −6   | 16  |
| 6.   | Juventud Tiquisatense | 13 | 4  | 0  | 9  | 20 | 26 | −6   | 12  |
| 7.   | San Vicente Pacaya    | 13 | 1  | 0  | 12 | 9  | 48 | −39  | 3   |

|     | DMC | JTQ | LGO | DPL | PRO | RSQ | SVP |
| --- | --- | --- | --- | --- | --- | --- | --- |
| DMC |     | 3−0 | 3−0 | 4−1 | 3−2 | 1−0 | 3−1 |
| JTQ | 0−2 |     | 1−3 | 3−1 | 0−2 | 1−6 | 5−0 |
| LGO | 2−0 | 4−2 |     | 2−0 | 3−2 | 2−5 | 6−0 |
| DPL | 3−4 | 1−0 | 3−6 |     | 1−0 | 0−4 | 3−1 |
| PRO | 0−0 | 1−0 | 2−2 | 1−1 |     | 0−5 | 4−1 |
| RSQ | 1−0 | 3−1 | 4−1 | 3−1 | 4−0 |     | 9−0 |
| SVP | 0−3 | 0−4 | 0−2 | 1−5 | 2−3 | 0−1 |     |

### Grupo 6
| Pos. | Equipos               | PJ | PG | PE | PP | GF | GC | Dif. | PTS |
| ---- | --------------------- | -- | -- | -- | -- | -- | -- | ---- | --- |
| 1.   | Pueblo Nuevo Viñas    | 14 | 10 | 3  | 1  | 39 | 17 | +22  | 33  |
| 2.   | Cerinal               | 14 | 10 | 1  | 3  | 48 | 28 | +20  | 31  |
| 3.   | Batallón Canales      | 14 | 9  | 0  | 5  | 36 | 20 | +16  | 27  |
| 4.   | Santa Rosa de Lima    | 14 | 8  | 1  | 5  | 36 | 22 | +14  | 25  |
| 5.   | Futeca                | 14 | 5  | 2  | 7  | 36 | 34 | +1   | 17  |
| 6.   | Santa Catarina Pinula | 14 | 5  | 1  | 8  | 35 | 40 | −5   | 16  |
| 7.   | UDA Unipro            | 14 | 3  | 3  | 8  | 29 | 36 | −7   | 12  |
| 8.   | Linces JC             | 14 | 0  | 1  | 13 | 14 | 75 | −61  | 1   |

|     | BTC | CER | FUT | LJC | PNV | SCP | SRL | UDA |
| --- | --- | --- | --- | --- | --- | --- | --- | --- |
| BTC |     | 1−2 | 6−0 | 4−1 | 2−0 | 3−0 | 4−1 | 3−1 |
| CER | 5−1 |     | 4−2 | 7−1 | 1−1 | 6−3 | 4−2 | 6−2 |
| FUT | 0−2 | 5−2 |     | 5−2 | 2−2 | 3−2 | 1−3 | 1−3 |
| LJC | 1−2 | 2−4 | 1−8 |     | 1−5 | 0−6 | 0−7 | 2−2 |
| PNV | 2−1 | 3−2 | 2−1 | 5−0 |     | 2−1 | 4−1 | 3−0 |
| SCP | 5−4 | 3−2 | 2−5 | 6−1 | 1−4 |     | 2−5 | 3−2 |
| SRL | 2−0 | 0−1 | 1−0 | 6−2 | 2−2 | 2−0 |     | 3−0 |
| UDA | 2−3 | 2−4 | 2−2 | 8−0 | 2−4 | 1−1 | 2−1 |     |

### Grupo 7
| Pos. | Equipos               | PJ | PG | PE | PP | GF | GC | Dif. | PTS |
| ---- | --------------------- | -- | -- | -- | -- | -- | -- | ---- | --- |
| 1.   | Municipal B           | 14 | 10 | 1  | 3  | 40 | 13 | +27  | 31  |
| 2.   | La Academia           | 14 | 8  | 3  | 3  | 22 | 15 | +7   | 27  |
| 3.   | Villa Nueva           | 14 | 8  | 1  | 5  | 28 | 18 | +10  | 25  |
| 4.   | AFF Petapa            | 14 | 7  | 1  | 6  | 28 | 22 | +6   | 22  |
| 5.   | Global Soccer Academy | 14 | 5  | 4  | 5  | 10 | 21 | −11  | 19  |
| 6.   | Petapeños             | 14 | 5  | 2  | 7  | 23 | 26 | −3   | 17  |
| 7.   | Boca del Monte        | 14 | 5  | 0  | 9  | 14 | 24 | −10  | 15  |
| 8.   | AS Club               | 14 | 1  | 2  | 11 | 10 | 36 | −26  | 5   |

|     | AFF | ASC | BDM | GSA | LAC | MUB | PET | VNU |
| --- | --- | --- | --- | --- | --- | --- | --- | --- |
| AFF |     | 3−0 | 2−0 | 1−0 | 2−3 | 3−1 | 3−3 | 4−1 |
| ASC | 0−2 |     | 0−1 | 2−0 | 1−1 | 0−4 | 0−2 | 0−2 |
| BDM | 2−1 | 3−2 |     | 0−1 | 0−3 | 2−3 | 2−1 | 3−0 |
| GSA | 1−0 | 2−2 | 1−0 |     | 0−0 | 1−1 | 1−0 | 3−1 |
| LAC | 4−3 | 3−1 | 1−0 | 0−0 |     | 2−0 | 1−0 | 2−1 |
| MUB | 2−1 | 2−0 | 4−0 | 5−0 | 2−1 |     | 8−1 | 2−0 |
| PET | 1−3 | 3−0 | 3−1 | 3−0 | 3−1 | 1−3 |     | 1−1 |
| VNU | 4−0 | 8−2 | 2−0 | 3−0 | 2−0 | 1−0 | 2−1 |     |

### Grupo 8
| Pos. | Equipos                | PJ | PG | PE | PP | GF | GC | Dif. | PTS |
| ---- | ---------------------- | -- | -- | -- | -- | -- | -- | ---- | --- |
| 1.   | Milpas Altas           | 14 | 11 | 3  | 0  | 33 | 6  | +27  | 36  |
| 2.   | San Raymundo           | 14 | 9  | 1  | 4  | 36 | 20 | +16  | 28  |
| 3.   | Dueñas                 | 14 | 8  | 2  | 4  | 24 | 19 | +5   | 26  |
| 4.   | San Lucas Sacatepéquez | 14 | 7  | 4  | 3  | 22 | 16 | +6   | 25  |
| 5.   | Mixco B                | 14 | 7  | 3  | 4  | 41 | 19 | +22  | 24  |
| 6.   | Atilius                | 14 | 3  | 2  | 9  | 25 | 42 | −17  | 11  |
| 7.   | Antigua GFC B          | 14 | 2  | 1  | 11 | 22 | 47 | −25  | 7   |
| 8.   | Sanjuaneros            | 14 | 1  | 0  | 13 | 13 | 47 | −34  | 3   |

|     | ANB | ATL | DUE | MPA | MXB | SLS | SRY | SNJ |
| --- | --- | --- | --- | --- | --- | --- | --- | --- |
| ANB |     | 3−6 | 2−2 | 2−4 | 0−4 | 0−2 | 1−5 | 3−2 |
| ATL | 3−5 |     | 0−1 | 0−3 | 1−1 | 0−1 | 1−3 | 6−1 |
| DUE | 4−0 | 3−0 |     | 1−1 | 2−1 | 2−1 | 2−1 | 2−0 |
| MPA | 2−0 | 1−0 | 2−0 |     | 2−1 | 6−0 | 1−0 | 3−0 |
| MXB | 3−2 | 8−0 | 4−2 | 0−2 |     | 0−0 | 5−1 | 6−1 |
| SLS | 3−1 | 3−3 | 4−0 | 0−0 | 2−2 |     | 2−1 | 3−0 |
| SRY | 4−0 | 5−1 | 3−2 | 1−3 | 3−0 | 1−0 |     | 4−1 |
| SNJ | 3−2 | 3−4 | 0−1 | 0−3 | 1−6 | 0−1 | 0−3 |     |

### Grupo 9
| Pos. | Equipos             | PJ | PG | PE | PP | GF | GC | Dif. | PTS |
| ---- | ------------------- | -- | -- | -- | -- | -- | -- | ---- | --- |
| 1.   | Atlético Ariga      | 14 | 12 | 1  | 1  | 57 | 6  | +51  | 37  |
| 2.   | Universidad SC B    | 14 | 8  | 5  | 1  | 28 | 16 | +12  | 29  |
| 3.   | San José FC V       | 14 | 7  | 4  | 3  | 32 | 19 | +13  | 25  |
| 4.   | Santa Luisa         | 14 | 4  | 4  | 6  | 24 | 20 | +4   | 16  |
| 5.   | Juventud Canadiense | 14 | 5  | 0  | 9  | 33 | 56 | −23  | 15  |
| 6.   | Palencia B          | 14 | 3  | 4  | 7  | 15 | 39 | −24  | 13  |
| 7.   | Choleña             | 14 | 3  | 3  | 8  | 13 | 30 | −17  | 12  |
| 8.   | ADC Emefut          | 14 | 3  | 1  | 10 | 24 | 40 | −16  | 10  |

|     | ADC | ARG | CHO | JCA | PLB | SJV | SLU | USB |
| --- | --- | --- | --- | --- | --- | --- | --- | --- |
| ADC |     | 0−3 | 3−2 | 9−2 | 5−1 | 1−5 | 0−3 | 1−3 |
| ARG | 5−0 |     | 9−0 | 8−0 | 7−0 | 4−1 | 1−0 | 4−1 |
| CHO | 2−0 | 0−2 |     | 1−3 | 1−0 | 0−0 | 2−2 | 0−1 |
| JCA | 6−1 | 0−7 | 5−0 |     | 7−1 | 1−8 | 1−0 | 1−2 |
| PLB | 1−0 | 1−3 | 1−1 | 4−7 |     | 3−1 | 1−1 | 0−0 |
| SJV | 3−1 | 1−0 | 1−0 | 4−0 | 1−1 |     | 2−2 | 1−3 |
| SLU | 2−0 | 1−1 | 3−1 | 8−3 | 0−1 | 1−2 |     | 2−2 |
| USB | 2−2 | 2−2 | 3−1 | 1−0 | 5−0 | 2−2 | 1−0 |     |

### Grupo 10
| Pos. | Equipos            | PJ | PG | PE | PP | GF | GC | Dif. | PTS |
| ---- | ------------------ | -- | -- | -- | -- | -- | -- | ---- | --- |
| 1.   | Nueva Santa Rosa   | 14 | 11 | 3  | 0  | 54 | 8  | +46  | 36  |
| 2.   | Jalpatagua         | 14 | 10 | 1  | 3  | 42 | 12 | +30  | 31  |
| 3.   | Ixhuatán           | 14 | 9  | 1  | 4  | 41 | 13 | +28  | 28  |
| 4.   | Catarinecos        | 14 | 6  | 2  | 6  | 23 | 50 | −27  | 20  |
| 5.   | Remicheros         | 14 | 6  | 1  | 7  | 24 | 31 | −7   | 19  |
| 6.   | Monjas AJF         | 14 | 5  | 2  | 7  | 23 | 26 | −3   | 17  |
| 7.   | Atlético Mictlán B | 14 | 3  | 1  | 10 | 21 | 33 | −12  | 10  |
| 8.   | Jalapa EF          | 14 | 0  | 1  | 13 | 7  | 62 | −55  | 1   |

|     | AMB | CAT  | IXH | JEF  | JPT | MON | NSR | REM |
| --- | --- | ---- | --- | ---- | --- | --- | --- | --- |
| AMB |     | 3−1  | 0−1 | 5−1  | 1−2 | 2−2 | 1−3 | 2−3 |
| CAT | 3−2 |      | 0−3 | 4−2  | 0−4 | 3−1 | 1−1 | 3−3 |
| IXH | 5−0 | 9−0  |     | 3−0  | 2−0 | 4−0 | 0−0 | 4−0 |
| JEF | 0−4 | 0−1  | 0−8 |      | 0−3 | 1−1 | 0−3 | 0−3 |
| JPT | 3−0 | 10−0 | 4−1 | 6−1  |     | 5−0 | 1−1 | 1−2 |
| MON | 1−0 | 3−4  | 2−0 | 4−0  | 0−1 |     | 1−2 | 1−2 |
| NSR | 6−1 | 9−0  | 3−2 | 11−0 | 3−0 | 6−0 |     | 4−0 |
| REM | 2−0 | 0−3  | 1−3 | 6−1  | 1−2 | 0−4 | 1−2 |     |

### Grupo 11
| Pos. | Equipos             | PJ | PG | PE | PP | GF | GC | Dif. | PTS |
| ---- | ------------------- | -- | -- | -- | -- | -- | -- | ---- | --- |
| 1.   | La Unión            | 12 | 8  | 4  | 0  | 24 | 4  | +20  | 28  |
| 2.   | Juvenil Estanzuela  | 12 | 9  | 1  | 2  | 26 | 10 | +16  | 28  |
| 3.   | Rïo Hondo EMFUT     | 12 | 6  | 3  | 3  | 18 | 12 | +6   | 21  |
| 4.   | San Rafael          | 12 | 5  | 5  | 2  | 17 | 9  | +8   | 20  |
| 5.   | Juventud Teculuteca | 12 | 3  | 2  | 7  | 13 | 21 | −8   | 11  |
| 6.   | Juventud Cachacera  | 12 | 3  | 1  | 8  | 15 | 21 | −6   | 10  |

|     | JES | JCC | JTE | LUN | RHO | SRF |
| --- | --- | --- | --- | --- | --- | --- |
| JES |     | 2−0 | 4−0 | 1−1 | 4−1 | 2−1 |
| JCC | 0−2 |     | 1−2 | 1−3 | 1−2 | 1−1 |
| JTE | 1−3 | 1−2 |     | 1−4 | 1−1 | 0−0 |
| LUN | 4−0 | 3−2 | 2−0 |     | 0−0 | 0−0 |
| RHO | 1−0 | 2−0 | 2−1 | 0−1 |     | 1−1 |
| SRF | 1−2 | 2−1 | 2−1 | 0−0 | 3−1 |     |

### Grupo 12
| Pos. | Equipos         | PJ | PG | PE | PP | GF | GC | Dif. | PTS |
| ---- | --------------- | -- | -- | -- | -- | -- | -- | ---- | --- |
| 1.   | Playitas Chisec | 6  | 5  | 0  | 1  | 17 | 14 | +13  | 15  |
| 2.   | Salamá          | 6  | 4  | 1  | 1  | 11 | 3  | +8   | 13  |
| 3.   | Chamelco        | 6  | 2  | 1  | 3  | 7  | 10 | −3   | 7   |

|     | CML | PLA | SAL |
| --- | --- | --- | --- |
| CML |     | 1−4 | 2−1 |
| PLA | 4−0 |     | 2−0 |
| SAL | 2−0 | 3−1 |     |

### Grupo 13
| Pos. | Equipos             | PJ | PG | PE | PP | GF | GC | Dif. | PTS |
| ---- | ------------------- | -- | -- | -- | -- | -- | -- | ---- | --- |
| 1.   | Quiriguá            | 12 | 8  | 2  | 2  | 22 | 8  | +14  | 26  |
| 2.   | Unión Izabalense    | 12 | 7  | 4  | 1  | 30 | 7  | +23  | 25  |
| 3.   | Buenos Aires        | 12 | 6  | 2  | 4  | 22 | 12 | +10  | 20  |
| 4.   | La Buga             | 12 | 5  | 4  | 3  | 25 | 20 | +5   | 19  |
| 5.   | Juventud Chahalense | 12 | 4  | 3  | 5  | 19 | 29 | −10  | 15  |
| 6.   | Heredia B           | 12 | 2  | 5  | 5  | 14 | 20 | −6   | 11  |

|     | BSA | HEB | JCH | LBU | QRG | UIZ |
| --- | --- | --- | --- | --- | --- | --- |
| BSA |     | 3−0 | 4−0 | 3−2 | 1−1 | 0−0 |
| HEB | 0−3 |     | 0−0 | 3−3 | 1−2 | 2−2 |
| JCH | 2−0 | 2−2 |     | 3−3 | 1−0 | 1−6 |
| LBU | 2−1 | 0−0 | 6−2 |     | 1−0 | 0−2 |
| QRG | 2−1 | 2−0 | 2−1 | 5−1 |     | 2−1 |
| UIZ | 3−0 | 3−0 | 6−1 | 1−1 | 0−0 |     |

### Grupo 14
| Pos. | Equipos              | PJ | PG | PE | PP | GF | GC | Dif. | PTS |
| ---- | -------------------- | -- | -- | -- | -- | -- | -- | ---- | --- |
| 1.   | Halcones La Libertad | 9  | 9  | 0  | 0  | 26 | 4  | +22  | 27  |
| 2.   | Tigrillos Poptún     | 9  | 6  | 0  | 3  | 31 | 13 | +18  | 18  |
| 3.   | Las Cruces           | 9  | 4  | 1  | 4  | 11 | 19 | −8   | 13  |
| 4.   | El Naranjo           | 9  | 3  | 1  | 5  | 23 | 25 | −2   | 10  |
| 5.   | AFI Don Bosco        | 9  | 1  | 2  | 6  | 9  | 24 | −15  | 5   |

|     | ADB | ELN | HLL | LCR | TGP |
| --- | --- | --- | --- | --- | --- |
| ADB |     | 4−4 | 0−1 | 1−2 | 0−4 |
| ELN | 4−0 |     | 0−3 | 5−0 | 3−6 |
| HLL | 3−0 | 4−1 |     | 4−1 | 2−1 |
| LCR | 0−0 | 2−1 | 0−4 |     | 1−0 |
| TGP | 6−1 | 6−2 | 1−2 | 4−2 |     |

## Tabla general
Los dieciséis equipos con mejor porcentaje de puntos obtenidos dentro de cada región clasifican a los dieciseisavos de final. Cada región se divide en Suroccidente (de los grupos 1 al 7) y Nororiente (de los grupos 8 al 14).

### Región 1
| Pos. | Equipos                 | PJ | PG | PE | PP | GF | GC | Dif. | PTS | %     |
| ---- | ----------------------- | -- | -- | -- | -- | -- | -- | ---- | --- | ----- |
| 1    | El Mazateco AF          | 13 | 12 | 1  | 0  | 41 | 5  | +36  | 37  | 94.87 |
| 2    | Real Siquinalá          | 13 | 12 | 0  | 1  | 48 | 7  | +41  | 36  | 92.31 |
| 3    | Jacaltenango            | 14 | 12 | 1  | 1  | 37 | 18 | +19  | 37  | 88.10 |
| 4    | Democratense            | 13 | 10 | 1  | 2  | 29 | 10 | +19  | 31  | 79.49 |
| 5    | Rodas Sport Fútbol      | 8  | 6  | 1  | 1  | 16 | 6  | +10  | 19  | 79.17 |
| 6    | Pueblo Nuevo Viñas      | 14 | 10 | 3  | 1  | 39 | 17 | +22  | 33  | 78.57 |
| 7    | Juventud Comiteca       | 14 | 10 | 2  | 2  | 55 | 11 | +44  | 32  | 76.19 |
| 8    | Municipal B             | 14 | 10 | 1  | 3  | 40 | 13 | +27  | 31  | 73.81 |
| 9    | Cerinal                 | 14 | 10 | 1  | 3  | 48 | 28 | +20  | 31  | 73.81 |
| 10   | San Pablo SM            | 12 | 8  | 2  | 2  | 25 | 9  | +16  | 26  | 72.22 |
| 11   | Esperanza               | 8  | 5  | 2  | 1  | 18 | 8  | +10  | 17  | 70.83 |
| 12   | San Juan Bautista       | 13 | 8  | 3  | 2  | 39 | 9  | +30  | 27  | 69.23 |
| 13   | Ojeteco                 | 14 | 9  | 2  | 3  | 26 | 18 | +8   | 29  | 69.05 |
| 14   | Batallón Canales        | 14 | 9  | 0  | 5  | 36 | 20 | +16  | 27  | 64.29 |
| 15   | La Academia             | 14 | 8  | 3  | 3  | 22 | 15 | +7   | 27  | 64.29 |
| 16   | Cafetaleros El Tumbador | 12 | 7  | 1  | 4  | 19 | 8  | 11   | +22 | 61.11 |

### Región 2
| Pos. | Equipos              | PJ | PG | PE | PP | GF | GC | Dif. | PTS | %     |
| ---- | -------------------- | -- | -- | -- | -- | -- | -- | ---- | --- | ----- |
| 1    | Halcones La Libertad | 9  | 9  | 0  | 0  | 26 | 4  | +22  | 27  | 100   |
| 2    | Atlético Ariga       | 14 | 12 | 1  | 1  | 57 | 6  | +51  | 37  | 88.10 |
| 3    | Nueva Santa Rosa     | 14 | 11 | 3  | 0  | 54 | 8  | +46  | 36  | 85.71 |
| 4    | Milpas Altas         | 14 | 11 | 3  | 0  | 33 | 6  | +27  | 36  | 85.71 |
| 5    | Playitas Chisec      | 6  | 5  | 0  | 1  | 17 | 14 | +13  | 15  | 83.33 |
| 6    | La Unión             | 12 | 8  | 4  | 0  | 24 | 4  | +20  | 28  | 77.78 |
| 7    | Juvenil Estanzuela   | 12 | 9  | 1  | 2  | 26 | 10 | +16  | 28  | 77.78 |
| 8    | Jalpatagua           | 14 | 10 | 1  | 3  | 42 | 12 | +30  | 31  | 73.81 |
| 9    | Quiriguá             | 12 | 8  | 2  | 2  | 22 | 8  | +14  | 26  | 72.22 |
| 10   | Salamá               | 6  | 4  | 1  | 1  | 11 | 3  | +8   | 13  | 72.22 |
| 11   | Unión Izabalense     | 12 | 7  | 4  | 1  | 30 | 7  | +23  | 25  | 69.44 |
| 12   | Universidad SC B     | 14 | 8  | 5  | 1  | 28 | 16 | +12  | 29  | 69.05 |
| 13   | Ixhuatán             | 14 | 9  | 1  | 4  | 41 | 13 | +28  | 28  | 66.67 |
| 14   | Tigrillos Poptún     | 9  | 6  | 0  | 3  | 31 | 13 | +18  | 18  | 66.67 |
| 15   | San Raymundo         | 14 | 9  | 1  | 4  | 36 | 20 | +16  | 28  | 66.67 |
| 16   | Dueñas               | 14 | 8  | 2  | 4  | 24 | 19 | +5   | 26  | 61.90 |

## Fase final

### Desarrollo

#### Dieciseisavos de final
| Fechas          | Local en la ida         | Global   | Local en la vuelta   | Ida      | Vuelta   |
| Región 1        | Región 1                | Región 1 | Región 1             | Región 1 | Región 1 |
| --------------- | ----------------------- | -------- | -------------------- | -------- | -------- |
| 11 y 14 de mayo | Cafetaleros El Tumbador | 2−4      | El Mazateco AF       | 0−1      | 2−3      |
| 10 y 14 de mayo | La Academia             | 2−3      | Real Siquinalá       | 2−3      | 0−0      |
| 10 y 14 de mayo | Batallón Canales        | 2−3      | Jacaltenango         | 2−1      | 0−2      |
| 10 y 14 de mayo | Ojeteco                 | 1−6      | Democratense         | 1−1      | 0−5      |
| 10 y 14 de mayo | San Juan Bautista       | 0−3      | Rodas Sport Fútbol   | 4−2      | 2−1      |
| 10 y 14 de mayo | Esperanza               | 3−6      | Pueblo Nuevo Viñas   | 3−2      | 0−4      |
| 10 y 14 de mayo | San Pablo SM            | 2−4      | Juventud Comiteca    | 1−1      | 1−3      |
| 10 y 13 de mayo | Cerinal                 | 2−8      | Municipal B          | 2−3      | 0−5      |
| Región 2        |                         |          |                      |          |          |
| 10 y 14 de mayo | Dueñas                  | 2−4      | Halcones La Libertad | 2−2      | 0−2      |
| 10 y 13 de mayo | San Raymundo            | 1−2      | Atlético Ariga       | 1−0      | 0−2      |
| 10 y 14 de mayo | Tigrillos Poptún        | 0−5      | Nueva Santa Rosa     | 0−4      | 0−1      |
| 10 y 13 de mayo | Ixhuatán                | 3−1      | Milpas Altas         | 1−0      | 2−1      |
| 10 y 14 de mayo | Universidad SC B        | 5−4      | Playitas Chisec      | 4−2      | 1−2      |
| 10 y 14 de mayo | Unión Izabalense        | 4−4      | La Unión             | 3−2      | 1−2      |
| 10 y 14 de mayo | Salamá                  | 1−1      | Juvenil Estanzuela   | 1−1      | 0−1      |
| 10 y 13 de mayo | Quiriguá                | 1−4      | Jalpatagua           | 1−2      | 0−2      |

#### Octavos de final
| Fechas          | Local en la ida    | Global   | Local en la vuelta   | Ida      | Vuelta   |
| Región 1        | Región 1           | Región 1 | Región 1             | Región 1 | Región 1 |
| --------------- | ------------------ | -------- | -------------------- | -------- | -------- |
| 17 y 20 de mayo | Municipal B        | 4−6      | El Mazateco AF       | 2−3      | 2−3      |
| 17 y 21 de mayo | Juventud Comiteca  | 4−3      | Real Siquinalá       | 3−2      | 1−1      |
| 17 y 21 de mayo | Pueblo Nuevo Viñas | 4−0      | Jacaltenango         | 1−0      | 3−0      |
| 17 y 21 de mayo | Rodas Sport Fútbol | 3−4      | Democratense         | 2−2      | 1−2      |
| Región 2        |                    |          |                      |          |          |
| 17 y 21 de mayo | Ixhuatán           | 4−3      | Halcones La Libertad | 4−0      | 0−3      |
| 18 y 21 de mayo | Universidad SC B   | 4−5      | Atlético Ariga       | 0−1      | 4−4      |
| 17 y 21 de mayo | Jalpatagua         | 3−4      | Nueva Santa Rosa     | 2−2      | 1−2      |
| 17 y 21 de mayo | Juvenil Estanzuela | 3−4      | La Unión             | 1−0      | 2−4      |

#### Cuartos de final
| Fechas                  | Local en la ida    | Global | Local en la vuelta | Ida | Vuelta |
| ----------------------- | ------------------ | ------ | ------------------ | --- | ------ |
| 28 de mayo y 4 de junio | Ixhuatán           | 0−5    | El Mazateco AF     | 0−1 | 0−4    |
| 28 de mayo y 4 de junio | Juventud Comiteca  | 1−0    | Atlético Ariga     | 1−0 | 0−0    |
| 28 de mayo y 4 de junio | La Unión           | 2−3    | Nueva Santa Rosa   | 2−2 | 0−1    |
| 28 de mayo y 4 de junio | Pueblo Nuevo Viñas | 1−4    | Democratense       | 0−0 | 1−4    |

El Mazateco y Nueva Santa Rosa ascienden a Segunda División.
Juventud Comiteca y Democratense clasifican a series de ascenso.

#### Semifinales
| Fechas           | Local en la ida   | Global | Local en la vuelta | Ida | Vuelta |
| ---------------- | ----------------- | ------ | ------------------ | --- | ------ |
| 11 y 18 de junio | Juventud Comiteca | 0−4    | El Mazateco AF     | 0−1 | 0−3    |
| 11 y 18 de junio | Democratense      | 0−4    | Nueva Santa Rosa   | 0−1 | 0−3    |

#### Finale
| Fechas           | Local en la ida  | Global | Local en la vuelta | Ida | Vuelta |
| ---------------- | ---------------- | ------ | ------------------ | --- | ------ |
| 21 y 24 de junio | Nueva Santa Rosa | 3−2    | El Mazateco AF     | 1−0 | 2−2    |

| Campeón          |
|                  |
| Nueva Santa Rosa |
| 1.° Título       |

### Clasificados a series de ascenso
|                           |                           |
| Juventud Comiteca         | Democratense              |
| Clasificado el 04/06/2023 | Clasificado el 04/06/2023 |

## Series de ascenso

### Clasificados
| Equipo            | Clasificado como                | Fecha de clasificación  |
| ----------------- | ------------------------------- | ----------------------- |
| El Mazateco AF    | Campeón del Apertura 2022       | 27 de noviembre de 2022 |
| El Mazateco AF    | Finalista del Clausura 2023     | 4 de junio de 2023      |
| Nueva Santa Rosa  | Subcampeón del Apertura 2022    | 27 de noviembre de 2022 |
| Nueva Santa Rosa  | Finalista del Clausura 2023     | 4 de junio de 2023      |
| Real Siquinalá    | Semifinalista del Apertura 2022 | 26 de noviembre         |
| Villa Nueva       | Semifinalista del Apertura 2022 | 27 de noviembre         |
| Democratense      | Semifinalista del Clausura 2022 | 4 de junio              |
| Juventud Comiteca | Semifinalista del Clausura 2022 | 4 de junio              |

El Mazateco y Nueva Santa Rosa ascienden directamente tras repetir criterio de clasificación.

### Series
Juventud Comiteca y Democratense jugaron una serie extra tras liberarse un cupo en Segunda División con la disolución del recién descendido San Juan FC.
| Fecha       | Local administrativo | Resultado | Visitante administrativo | Estadio             | Ciudad     |
| ----------- | -------------------- | --------- | ------------------------ | ------------------- | ---------- |
| 24 de junio | Democratense         | 0−2       | Villa Nueva              | David Cordón Hichos | Guastatoya |
| 24 de junio | Real Siquinalá       | 3−0       | Juventud Comiteca        | David Cordón Hichos | Guastatoya |
| 9 de julio  | Juventud Comiteca    | 1−2       | Democratense             | Israel Barrios      | Coatepeque |

### Ascendidos
|                         |                         |                         |                         |                         |
| CF El Mazateco AF       | Nueva Santa Rosa CDF    | ADR Villa Nueva         | CD Real Siquinalá       | FC Democratense         |
| Ascendido el 04/06/2023 | Ascendido el 04/06/2023 | Ascendido el 24/06/2023 | Ascendido el 24/06/2023 | Ascendido el 09/07/2023 |